# Alun Ffred Jones
Alun Ffred Jones (* 29. října 1949) je velšský politik. Narodil se ve vesnici Brynamman v hrabství Carmarthenshire na jihozápadě Walesu. Jeho staršími bratry byli herec Huw Ceredig Jones a zpěvák a politik Dafydd Iwan. Studoval na Bangorské univerzitě. V roce 2003 se stal členem Velšského národního shromáždění za Caernarfon. Od roku 2007 pak v národním shromáždění zastupoval volební oblast Arfon.